# Daryl Mitchell
Daryl Mitchell (nacido el 20 de mayo de 1991) es un jugador de críquet de Nueva Zelanda. En enero de 2019, fue incluido en el equipo internacional Twenty20 de Nueva Zelanda para su serie contra India. En mayo de 2021, New Zealand Cricket le otorgó a Mitchell su primer contrato central. En agosto de 2021, fue incluido en el equipo de Nueva Zelanda para la Copa del Mundo ICC de los hombresTwenty20 de 2021.

## Trayectoria deportiva
El 6 de febrero de 2019, Mitchell hizo su debut en el Twenty20 con Nueva Zelanda contra India. Hizo su debut en Test Cricket para Nueva Zelanda, contra Inglaterra, el 29 de noviembre de 2019.
En enero de 2021, en la segunda prueba contra Pakistán, Mitchell anotó su primer siglo en Test Cricket, con 102 carreras invicto. El 20 de marzo de 2021, hizo su debut en One Day International con Nueva Zelanda contra Bangladés. El 26 de marzo de 2021, Mitchell anotó su primer siglo en el cricket One Day International, en el tercer partido de la serie contra Bangladés.